# أعلام محافظات مصر
تظهر القائمة أعلام محافظات مصر البالغ عددها 27 محافظة.

## المحافظات الحالية
| العلم | الاستخدام            | وصف |
| ----- | -------------------- | --- |
|       | محافظة الإسكندرية    | فنار الإسكندرية باللون الأبيض على راية أغلبها من اللون الأزرق والجزء الأسفل منها بالأصفر.                                                             |
|       | محافظة أسوان         | راية زرقاء عليها ترس وأبراج كهرباء وخزان أسوان واسم المحافظة مكتوب من هذه العناصر.                                                                    |
|       | محافظة أسيوط         | راية زرقاء فيروزية عليها غصني زيتون ونسر صلاح الدين وقناطر أسيوط وفوق كل ما سبق اسم المحافظة.                                                         |
|       | محافظة البحيرة       | راية زرقاء عليها شعار المحافظة المكون من حجر رشيد على شكل شراع مركب وسنبلة ورمال وترس يدل على الصناعة.                                                |
|       | محافظة بني سويف      | علم أبيض عليها شعار المحافظة الذي به هرم ميدوم وسنبلة قمح ومدخنة ترمز للصناعة وأسفلهم كوبري بني سويف تحته أمواج النيل واسم المحافظة.                  |
|       | محافظة القاهرة       | دائرة بها الأزهر الشريف وكلمة القاهرة وشمس ساطعة على راية نصفها أبيض ونصفها أزرق، أو نفس الشعار على راية بيضاء.                                       |
|       | محافظة الدقهلية      | راية خضراء عليها ترس أبيض داخل دائرة صفراء، بداء الترس نبات بردي أحمر وأغصان.                                                                         |
|       | محافظة دمياط         | راية زرقاء عليه سفينة شراعية بدنها أصفر وشراعها أبيض.                                                                                                 |
|       | محافظة الفيوم        | راية خضراء عليها شعار المحافظة المكون من علم مصر تحته بحيرة قارون.                                                                                    |
|       | محافظة الغربية       | راية زرقاء عليها مسجد أحمد البدوي داخل ترس بدل على مصانع المحلة وتحته اسم المحافظة.                                                                   |
|       | محافظة الجيزة        | راية خضراء عليها مثلث أبيض بداخله أهرامات الجيزة الثلاث وجامعة القاهرة تحتهم نهر النيل واسم المحافظة.                                                 |
|       | محافظة الإسماعيلية   | راية خضراء عليها شعار المحافظة المكون من غصنا زيتون في أعلاهما نسر صلاح الدين تحته عوامة وسفينة وأمواج.                                               |
|       | محافظة كفر الشيخ     | راية زرقاء عليها مركب فرعوني يسبح في بحر أزرق من ثلاثة خطوط متعرجة، على شراع المركب سنبلتين وثلاثة دوائر متداخلة.                                     |
|       | محافظة مطروح         | راية زرقاء عليها دائرة بها غصني زيتون وترس ونخلة وغزال وبرج التعدين وشاطئ وبحر متموج.                                                                 |
|       | محافظة المنيا        | راية خضراء تتوسطها دائرة بيضاء بها تمثال نفرتيتي. |
|       | محافظة المنوفية      | راية خضراء عليها برج حمام يحترق يرمز لحادثة دنشواي وسنبلتي قمح وترس.                                                                                  |
|       | محافظة الوادي الجديد | علم أبيض عليه معبد هيبس ونخلة وسنبلتي قمح. |
|       | محافظة شمال سيناء    | راية صفراء عليها شعار المحافظة وهو رافعة بترول وترس وسمكة وغصن زيتون.                                                                                 |
|       | محافظة بورسعيد       | راية حمراء عليها شعار المحافظة وهو مرساة حمراء على ردع حوله سنبلتين.                                                                                  |
|       | محافظة القليوبية     | راية خضراء عليها نصف ترس في الأعلى ونصف سنبلتين في الأسفل، بينهما مسجد وقناطر الدلتا.                                                                 |
|       | محافظة قنا           | علم أبيض عله ترس أزرق بداخله معبد دندرة وتحت الترس ثلاثة خطوط متموجة ترمز للنيل.                                                                      |
|       | محافظة البحر الأحمر  | راية زرقاء عليها تمثال ذهبي يرمز لمنجم السكري. |
|       | محافظة الشرقية       | راية خضراء عليها حصان. |
|       | محافظة سوهاج         | علم أبيض عليه الملك مينا مترديًا التاج الأحمر والأبيض.                                                                                                 |
|       | محافظة جنوب سيناء    | علم أبيض عليه شعار المحافظة المكون من شيع الجزيرة عليها شمس تخرج منها أشعة يحاوطها إكليل من الغار وفوق شبه الجزيرة اسم المحافظة بالعربية والإنجليزية. |
|       | محافظة السويس        | راية زرقاء عليها ترس أبيض بداخله شعلة. |
|       | محافظة الأقصر        | راية زرقاء عليها قناع توت عنخ آمون واسم المحافظة باللغتين العربية والإنجليزية.                                                                        |

## المحافظات الملغاة
| العلم | الاستخدام       | وصف |
| ----- | --------------- | --- |
|       | محافظة 6 أكتوبر | راية بيضاء عليها ثمانية شرائط خضراء منحنية ومتدرجة الطول فوقها شمس، تحت هذا الشعار اسم المحافظة باللغة العربية. |
|       | محافظة حلوان    | علم أبيض عليه نصف ترس وسيقان خضراء، تحتهما اسم المحافظة.                                                        |